# 坂本琢司
坂本琢司（さかもと たくじ、1962年7月2日 - ）は、日本のギタリスト、歌手。神奈川県川崎市出身。博多めぐみの名で米米CLUB結成時オリジナルメンバーとして活動していたことで知られる。

## 来歴
1982年に米米CLUBに加入する。
慶應義塾大学三田祭での米米CLUBの初ステージで強力な個性のボーカル陣に負けないよう友人の服を借り化粧してもらいスカートをはいて女性の姿でメンバーの前に登場。予想外の出来事だったがメンバーは喜んでくれた。この時「肌が〝博多人形"のように綺麗」「〝麻丘めぐみ"が好き」と言う理由で石井竜也に「博多めぐみ」と命名され、以降その名で活動した。80年代初期は女性のロックギタリストが少なかったこともあり、女性の容姿で演奏していると注目された。それを逆手に取り、インタビューやライブのMCでも声を発することは控え、敢えて性別を明らかにせず曖昧なままにする戦略をとった。　
1988年に音楽性の違いで米米CLUBから脱退。
1990年、バンド「バビロン大王」を結成し、ボーカルを担当。このバンドは当初「バチカン大王」という名前で結成されたが、キリスト教団体よりクレームが入ったため変更された。当バンドには米米CLUB活動末期のドラマーである高畠俊男やシュークリームシュのバックバンドを務めた長井ちえなど米米CLUBとも縁のあるメンバーも多く参加している。1992年、解散。
1997年3月5日・6日、東京ドームで行われた米米CLUBの解散コンサート「THE LAST SYMPOSIUM 〜米米CLUBラスト・ライブ in 東京ドーム〜」に、他の初期脱退メンバーとともに特別出演して、一部の曲を共に演奏した。
2008年頃から、DJ☆博多めぐみとしてクラブDJの活動を開始。2010年8月10日、DJ☆博多めぐみ feat.かうらきわ名義でアルバム「J-POPキラキラHOUSE」をリリース。
2010年頃に知り合ったボーカリストのkiwaと「HULA HULA BUNCH」というユニットを結成、ライブ活動をスタート。2013年9月4日、アルバム「NEW POLYNESIAN VIBRATION」をリリース。
2017年12月、アイドルユニット「アトランティス城」の元メンバー・河西朱莉と音楽ユニット「Flowers of Evil」を結成。2019年3月にベーシストのENRIQUE（BARBEE BOYS）、ドラマーのHirokiが加入。コンスタントにライブ活動を行っている。2020年1月1日、ミニアルバム「Flowers of Evil 」リリース。2020年10月4日、活動休止。
2020年12月1日、狂気系絶叫ユニット「ドロドロ」に加入、バンドおよびギターを担当。

## 人物
- 小学6年生の時に隣家から聞こえてきたビートルズの楽曲『レット・イット・ビー』に感動して音楽に興味を持つ。フォークギターを買ってもらい、独学でギターを練習した。子どもの頃から自他ともに認める飽き性であったが、ギターだけは飽きることなく、ますます魅了されていった。中学生の頃は洋楽に夢中になり、ロックに傾倒。キッスやクイーン、ベイ・シティ・ローラーズなどを好んで聴いていた[1]。
- 高校生になりエレキギターを手にする。アルバイト代は、レコードや音楽雑誌の購入費用につぎ込んだ。当時は日本の音楽（いわゆる歌謡曲やJ-POP）は洋楽のそれと比べると格下に思っており、揶揄していた。ある時、文化学院のサークル仲間とバンド活動をしていた大久保謙作（のちの米米CLUBリーダー・BON）のライブを見に行く機会があった。型に嵌らない自由なライブパフォーマンスに衝撃を受け、大久保に直談判してバンドに加入した。しかし、音楽を生業とするには不安であったこともあり、手に職をつけておくため美容師国家試験を受けるべく専門学校に通っていたが、石井竜也が『本当に美容師が好きでなりたいなら、普段からもっと人の髪に触れて、ヘアスタイルをどうアレンジするか考えているはずだよ、めぐみ君はそうじゃないでしょ』とアドバイスを送ったことがきっかけとなり美容師の道を断念。アルバイトをしながら音楽活動を続けた。間もなく米米CLUBのライブは口コミで人気に火が付き動員数が増加、1985年にCBSソニーからメジャーデビュー。すぐさま多忙になった。
- バンドの方向性と自身の音楽性に乖離が生じはじめ、精神的に追い詰められ問題行動を起こした（本人も周囲も詳細は明らかにせず口を噤んでいる）。その結果、米米CLUBから脱退することになった[1]。
- 1990年に自身のバンド「バビロン大王」を結成してメジャーデビューも果たすものの思うような結果を出せず、1992年に解散する。その後、表舞台から遠ざかる決意をしてレコード会社に就職。更に大手モバイルコンテンツ会社へ転職して音楽配信事業に携わり、インディーズの作品プロデュース、ディレクションも行った。しかし、事業縮小に伴い退職。年齢も40歳を過ぎており再就職先を見つけるのが困難であったため居酒屋チェーン店でアルバイトとして勤務を始める[1]。
- アルバイト生活の窮屈さから、それらを発散させるために表現活動を求め、不定期ながらDJを始めた。同じ時期、新宿ゴールデン街でアングラで活動をしている人たちに刺激を受ける。少年時代に音楽に夢中になり、バンド活動を始め、ギタリストとしていた頃の高揚感を思い出し、再び音楽で身を立てる決意が固まった。2017年、アイドル活動をしていた経験のある河西朱莉と音楽ユニット「Flowes of Evil」を結成した[1]。

## メディア出演

### ラジオ
- FMナイトストリート火曜 第2部 PURE MUSIC（1991年4月 - 9月、JFN制作） - パーソナリティー。バビロン大王名義